# Harmonix Music Systems
Harmonix Music Systems è un'azienda statunitense dedita allo sviluppo di videogiochi con sede nella città di Boston, fondata nel 1995 da Alex Rigopulos.

## Storia
L'azienda viene fondata da Alex Rigopulos nel 1995 ed intraprende sùbito la via dei videogiochi musicali che la contraddistinguerà nel futuro. Iniziano a seguire il mercato videoludico giapponese e, imparando la lezione impartita da giochi come PaRappa the Rapper, Beatmania e Dance Dance Revolution, la Harmonix arriva a lanciare il suo primo gioco: Frequency. Per poterlo sviluppare, i due fondatori scelsero, per ampliare il proprio parco impiegati, degli sviluppatori che fossero anche musicisti. Lo sviluppo del gioco iniziò nel 1999 e, tre anni più tardi, il gioco venne pubblicato per PlayStation 2. Per quanto ben accolto dalla critica, il successo di pubblico non arrivò; ciò nonostante, il team decise di dare un seguito a quel titolo pubblicando nel 2003 Amplitude, che presentava, tra le altre modifiche, una tracklist maggiormente mainstream. Neanche questo bastò a garantire il successo di vendite, ma il buon lavoro svolto su questi giochi permise al team Harmonix di unirsi a Konami per la creazione di un nuovo franchise: Karaoke Revolution. Il successo questa volta arriva e del gioco vengono pubblicate 3 edizioni nell'arco di soli due anni.
La vera svolta, però arriva nel 2005 (in Italia nel 2006) quando, per conto di RedOctane il team di sviluppo Harmonix crea Guitar hero, gioco a base di musica Rock che rappresentava l'evoluzione dell'ottimo Guitar Freaks (il quale non ha mai varcato i confini nipponici). Il gioco si rivela un best seller e diventa rapidamente una serie. In tempi recenti, però, il team Harmonix rimane orfana di RedOctane che viene acquisita da Activision e, con essa, anche del franchise di Guitar Hero. Il gruppo, rafforzato dalla nuova unione con MTV Networks, decide così di imbarcarsi in un'autentica impresa: cercare di rivoluzionare il mondo dei Bemani (i videogiochi musicali) creando un gioco che riproduca le partiture di un'intera band. Nasce così il progetto Rock Band, gioco in cui si può giocare fino a 4 giocatori in cui ognuno suona uno strumento diverso. Il gioco è uscito nei mesi tra il 2007 e il 2008 per diverse console.

## Band impiegatizie
Molti degli sviluppatori Harmonix sono musicisti e le canzoni delle loro band sono state usate come bonus track per i primi due Guitar hero e inoltre sono previsti loro brani anche per Rock band. Qui di seguito riportiamo l'elenco dei gruppi e dei rispettivi programmatori che ci suonano:
- Kasson Crooker e Sean Roche suonano nei Freezepop
- Jason Kendall è il cantante dei The Amazing Crowns
- Daniel Sussman milita nei The Acro-Bats
- Eric & Terri Brosius e Greg LoPiccolo sono membri dei Tribe
- Keith Smith è cantante e chitarrista degli Anarchy Club e cantante dei C60
- Dan Shmidt canta e suona la chitarra per gli Honest Bob and the Factory-to-Dealer Incentives
- Helen McWilliams, Elena Siegman e 'Leanne' fanno parte del gruppo punk femminile Vagiant
- Izzy "Sparks" Maxwell fa parte dei Count Zero
- Naoko Takamoto è conosciuto come Plural
- Ryan Lesser, Jason Kendall, Brian Gibson e Paul Lyons sono membri dei Megasus
- Brian Gibson suona anche nei Lightning Bolt
- Phil Beaudreau e Johannes "Rash" Raasina fanno parte degli Shaimus
- Ryan Lesser, Dare Matheson, Matt Gilpin e Jason Warburg fanno tutti parte dei The Gert Jonnys
- Dan Teasdale, Chris Foster, and Rob Kay fanno tutti parte degli Speck
- Pete Maguire fa parte degli Inter:sect
- Geoff Pitsch è conosciuto come Father Octopus
- Scott Sinclair fa parte dei The Model Sons

## Videogiochi
- Frequency (2000)
- Amplitude (2003)
- Karaoke Revolution (2003)
- Karaoke Revolution Vol.2 (2004)
- Karaoke Revolution Vol.3 (2004)
- EyeToy: AntiGrav (2004)
- Karaoke Revolution Party (2005)
- Guitar Hero (2005)
- CMT presents: Karaoke Revolution Party (2006)
- Guitar Hero II (2006)
- Guitar Hero: Rocks the 80s (2007)
- Phase (2007)
- Rock Band (2007)
- Rock Band 2 (2008)
- Rock Band Unplugged (2009)
- The Beatles: Rock Band (2009)
- LEGO Rock Band (2009)
- Rock Band Mobile (2009)
- Green Day: Rock Band (2010)
- Rock Band 3 (2010)
- Dance Central (2010)
- Dance Central 2 (2011)
- VidRhythm (2011)
- Rock Band Blitz (2012)
- Dance Central 3 (2012)
- Record Run (2014)
- Dance Central Spotlight (2014)
- A City Sleeps (2014)
- Fantasia: Music Evolved (2014)
- Chroma [CANCELLATO] (2014)
- Rock Band 4 (2015)
- Beat Sports (2015)
- BeatNiks (2015)
- Amplitude [REMAKE] (2016)
- Rock Band Rivals (2016)
- Harmonix Music VR (2016)
- Rock Band VR (2017)
- SingSpace (2017)
- DropMix (2017)
- Super Beat Sports (2017)
- Audica (2019)
- Twitch Sings (2019)
- Dance Central 2019 (2019)
- Fuser (2020)
- Fortnite Festival (2023)